# Cipião (cognome)

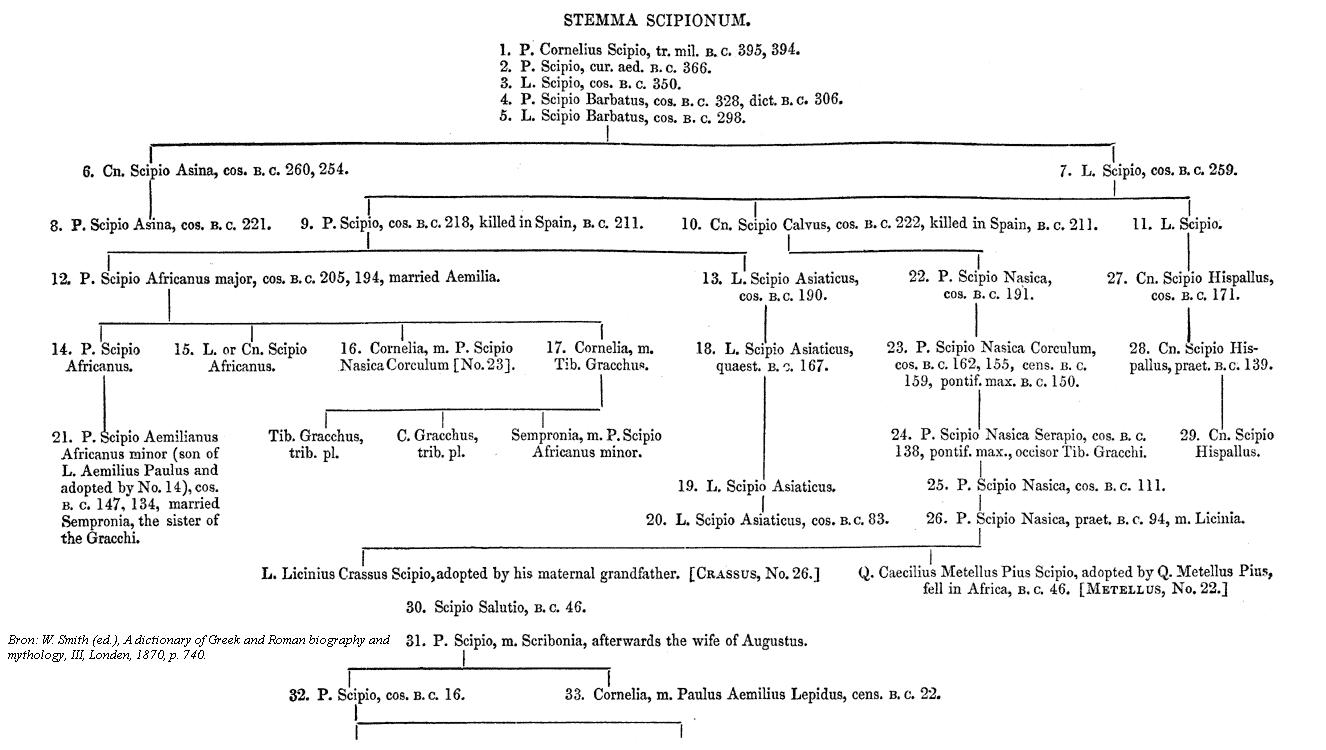
Genealogia dos Cornélio Cipião

Cipião, em latim Scipio,  é um agnome romano usado por um ramo da gens Cornelia ("Cornélios"). Os Cipiões eram aliados políticos tradicionais do ramo dos Paulos, na família dos Emílios. A tumba familiar, datada no século III a.C., redescoberta em 1780, contém uma das maiores coleções de inscrições latinas, sendo uma importante fonte de informação acerca da República Romana.
Alguns "Cipiões" famosos foram:
- Lúcio Cornélio Cipião, cônsul em 350 a.C..
- Lúcio Cornélio Cipião Barbado, cônsul em 298 a.C..
- Cneu Cornélio Cipião Asina, cônsul em 260 e 254 a.C..
- Lúcio Cornélio Cipião, cônsul em 259 a.C..
- Cneu Cornélio Cipião Calvo, cônsul em 222 a.C..
- Públio Cornélio Cipião, cônsul em 218 a.C..
- Públio Cornélio Cipião Africano, vencedor de Aníbal em Zama, cônsul em 205 a.C..
- Públio Cornélio Cipião Násica, cônsul em 191 a.C..
- Lúcio Cornélio Cipião Asiático, cônsul em 190 a.C..
- Lúcio Cornélio Cipião, pretor em 174 a.C. e filho de Cipião Africano.
- Públio Cornélio Cipião Násica Córculo, cônsul em 162 e 155 a.C..
- Públio Cornélio Cipião Emiliano, o Africano Numantino ("Cipião, o Jovem"), cônsul em 147 a.C..
- Públio Cornélio Cipião Násica Serapião, cônsul em 138 a.C..
- Lúcio Cornélio Cipião Asiático Asiageno, cônsul em 83 a.C..
- Públio Cornélio Cipião, cônsul em 16.
- Públio Cornélio Cipião, cônsul em 52.
- Sérvio Cornélio Cipião Saluidieno Órfito, cônsul em 149.
- Sérvio Cornélio Cipião Saluidieno Órfito, cônsul em 178.